# ۱۴۴۳ (قمری)
۱۴۴۳ قمری، هزار و چهارصد و چهل و سومین سال در گاه‌شماری هجری قمری قراردادی سالی عادی است.
اول محرم این سال روز سه‌شنبه: ۱۹ مرداد ۱۴۰۰ هجری خورشیدی (برابر با ۱۰ اوت ۲۰۲۱ میلادی) است.